# Liste der Pfarren im Dekanat Feldkirch
Das Dekanat Feldkirch ist ein Dekanat der römisch-katholischen Diözese Feldkirch.

## Seelsorgestellen mit Kirchengebäuden und Kapellen
| Seelsorgestellen               | Kirchengebäude und Kapellen |                            |
| Düns                           | Pfarrkirche Düns Kapelle zum hl. Benedikt in Dünserberg | Hl. Antonius Abt           |
| Feldkirch – St. Nikolaus (Dom) | Dompfarrkirche Hl. Nikolaus Frauenkirche Hl. Sebastian beim Churer Tor, Kirche Hl. Johannes der Täufer in der Marktgasse, Friedhofskirche Hll. Peter und Paul, Kirche Mariä Opferung und Fideliskapelle im Kapuzinerkloster, Kapelle Hl. Kreuz im Kehr, Kapelle Hl. Margaretha am Margarethenkapf, Kapelle Zur Schmerzhaften Mutter beim Bahnhof auf halber Anhöhe | Hl. Nikolaus               |
| Feldkirch – Altenstadt         | Pfarrkirche Feldkirch-Altenstadt Pfarrkirche Maria Verkündigung beim Dominikanerinnenkloster, Petronillakapelle | Maria Verkündigung         |
| Feldkirch – Gisingen           | Pfarrkirche Feldkirch-Gisingen Heldenkapelle am Friedhof | Hl Sebastian               |
| Feldkirch – Levis              | Pfarrkirche Feldkirch-Levis Magdalena- (Magdalenen-) Kapelle beim ehemaligen Siechenhaus | Maria Königin des Friedens |
| Feldkirch – Nofels             | Pfarrkirche Feldkirch-Nofels Alte Pfarrkirche Unsere Liebe Frau Mariä Heimsuchung, Kapelle Hll. Sebastian und Fridolin in Bangs, Kapelle Hll. Martin und Magnus in Fresch, | Neue Pfarrkirche           |
| Feldkirch – Tisis              | Pfarrkirche Feldkirch-Tisis Alte Pfarrkirche Hl. Michael, Kapelle Hl. Antonius von Padua auf der Carina, Kapelle im Sprachheilheim in Carina | Hl. Familie                |
| Feldkirch – Tosters            | Pfarrkirche Feldkirch-Tosters Alte Pfarrkirche Feldkirch-Tosters, Wolfgangskapelle, Kapelle in Platz am See, Wegkapelle am Tostner-Burg-Weg | Neue Pfarrkirche           |
| Frastanz                       | Pfarrkirche Frastanz Kapelle im Altersheim, Kapelle Mariä Opferung in Amerlügen, Theresiakapelle in Amerlügen, Wendelinkapelle in Einlis, Kapelle Maria Ebene, Hauskapelle im Bernardaheim, Ortskapelle Gampelün Mariä Erscheinung zu Lourdes. | Hl. Othmar                 |
| Göfis                          | Pfarrkirche Göfis Sebastianskapelle, Kapelle in Hofen, Kapelle im Oberdorf | Hl. Luzius                 |
| Satteins                       | Pfarrkirche Satteins Sebastianskapelle an der Straße zum Schwarzen See, Lourdeskapelle, Kapellenbildstock Hauptmannsbild | Hl. Georg                  |
| Schlins                        | Pfarrkirche Schlins Annakapelle in Frommengärsch, Kapelle Hl. Johannes Bosco in der Landessonderschule Jagdberg, Kapelle Unsere Liebe Frau vom Rosenkranz in Jupident, Kapelle in Rönsberg | Unbefleckte Empfängnis     |
| Schnifis                       | Pfarrkirche Schnifis Kriegergedächtniskapelle, Kapelle beim Schnifner Bad | Hl. Johannes der Täufer    |

## Dekanat Feldkirch
Das Dekanat gehörte bis 1816 zum Bistum Chur. 1903 wurde die Gemeinde Frastanz vom Bezirk Bludenz abgetrennt, und auch kirchlich gehört die Pfarrei seit damals nicht mehr zum Dekanat Bludenz-Sonnenberg, sondern zum Dekanat Feldkirch. Am 1. Jänner 1966 erfolgte die Abtrennung des Dekanates Rankweil.